# Завадовский, Борис Михайлович
Бори́с Миха́йлович Завадо́вский (1895, Елисаветградский уезд — 1951, Москва) — советский биолог, академик ВАСХНИЛ (1935).
Основные труды по физиологии желёз внутренней секреции. Популяризатор науки, автор ряда научно-популярных книг по биологии.

## Биография
Борис Михайлович Завадовский родился 1 (13) января 1895 года в имении отца — селе Покровка-Скоричево Елизаветградского уезда Херсонской губернии. Был седьмым ребёнком в семье. Отец — Завадовский Михаил Владимирович, потомственный дворянин, помещик. Мать — Мария Лаврентьевна, дочь местного покровского священника «из дворян» Лаврентия Исааковича Коцюбинского. В 1913 году окончил Елисаветградскую гимназию.
В 1919 году окончил Московский университет. В 1915—1916 годах ассистент, в 1918—1919 преподаватель биологии Университета Шанявского.
Летом 1919 года в составе студенческой экспедиции от Университета Шанявского посетил Асканию-Нову, где провёл первые экспериментальные работы по изучению влияния щитовидной железы на поведение животных. Оказавшись отрезанным фронтами Гражданской войны от Москвы, Завадовский остановился в Одессе и почти год работал в Одесском университете на кафедре физиологии.
С 1920 по 1930 годы — профессор биологии в Коммунистическом университете им. Я. М. Свердлова в Москве. В 1920—1935 годы — заведующий кафедрой биологии и в 1920—1938 годы — директор Лаборатории экспериментальной биологии при том же университете им. Свердлова. Впоследствии лаборатория стала институтом, вошедшим в 1931 в состав Всесоюзного института животноводства.
С 1922 основал и стал первым директором Биологического музея им. К. А. Тимирязева и оставался им до 1951 года. В 1932 году вступил в ВКП(б).
В 1934 году Завадовскому была присуждена степень доктора сельскохозяйственных наук. В 1935 году избран академиком ВАСХНИЛ.
Завадовский печатал в газете «Правда» критические статьи против Александра Чижевского (например, в 1935 году в статье «Враг под маской учёного» автор обвинял Чижевского в контрреволюции, учёного называл «носителем антисоветских идей» и «врагом под маской учёного»).
В 1936—1941 и с 1943 по 1951 — заведующий кафедрой дарвинизма в Московском педагогическом институте им. В. П. Потёмкина. В 1945—1951 годах — руководитель группы по изучению химической природы гормонов в Лаборатории органопрепаратов Наркоммясомолпрома.

### Научные интересы
Основные исследования посвящены физиологии желез внутренней секреции. Изучал методы управления размножением домашних животных, исследовал влияние эндокринных, лизатных факторов и витаминов на рост и набор веса сельскохозяйственных животных. Разработал метод использования гонадотропных гормонов сыворотки жеребой кобылы (СЖК) для борьбы с яловостью коров и стимуляции размножения и метод гормональной диагностики жеребости кобыл.

### Августовская сессия ВАСХНИЛ 1948 года
На августовской сессии ВАСХНИЛ, где сторонники Т. Д. Лысенко громили классическую генетику, академик ВАСХНИЛ Б. М. Завадовский был одним из объектов критики. Его выступление было достаточно осторожным. Вначале он сказал, что ещё в 1926 году в книге «Дарвинизм и марксизм» он выступил «против фронта формальной генетики». Затем пытался защищать «третью линию», а именно «последовательный дарвинизм», который базируется на трудах К. А. Тимирязева.
Б. М. Завадовский пытался защищать академика И. И. Шмальгаузена, но при этом критиковал за «морганизм» собственного брата.
В итоге на прямой вопрос из зала: «Признаете ли вы наследование приобретенных признаков?» Б. М. Завадовский ответил, что «нет оснований отрицать наследование определённых признаков у простейших растительных организмов в определённых условиях».
Тем не менее после этого против него резко выступили Ф. А. Дворянкин, А. В. Крылов, С. Ф. Демидов, В. Н. Столетов и И. И. Презент.
Умер 31 марта 1951 года. Похоронен на Ваганьковском кладбище (15 уч.).

## Семья
- Жена — Екатерина Георгиевна Несмеянова-Завадовская[14], подписала «Письмо трёхсот»[15].
- Брат — Михаил Михайлович Завадовский (1891—1957), академик ВАСХНИЛ, был среди первых подписавших «Письмо трёхсот».

## Звания
- В 1932 — член Немецкой академии естествоиспытателей в Галле.
- В 1940 — член Лондонского зоологического общества.

## Основные работы
- Проблема старости и омоложения в свете учения о внутренней секреции. — М.: Красная Новь, 1923. — 125 с.
- Дарвинизм и марксизм, М. — Л., 1926;
- Очерки внутренней секреции, Л.: Прибой, 1928. — 331 с.
- Живая природа в руках человека, М., 1935;
- Гормональные методы диагностики беременности сельскохозяйственных животных / Соавт.: Е. О. Казарновская и др. — М.: Сельхозгиз, 1936. — 108 с.
- Управление процессами размножения сельскохозяйственных животных. — М.: Сельхозгиз, 1945. — 166 с.
- Животное и растение, — 2-е изд., доп. и перераб. — М.: Сельхозгиз, 1956. — 71 с.
- Происхождение домашних животных, 4-е изд., М., 1956.
- Гормональные исследования в гинекологии. М., 1960.